# U-Boot Tipo IX
La U-Boot Tipo IX (in tedesco U-Boot Klasse IX), ufficialmente Typ IX, è stata una classe di sommergibili (U-Boot) della Kriegsmarine, impiegati dalla Germania nazista prima e durante la seconda guerra mondiale.
Derivato dal precedente prototipo Tipo I-A, l'U-Boot Tipo IX fu ideato come un sommergibile a largo raggio con una maggiore autonomia del più piccolo Tipo VII. Gli U-Boot Tipo IX operarono con un raggio talmente ampio da permettere a questi battelli di raggiungere i Caraibi, l'Atlantico meridionale e l'Oceano Indiano. I sommergibili Tipo IX erano naturalmente più larghi delle varianti Tipo VII, per riuscire a trasportare carburante e provviste sufficienti per operare nei lunghi periodi di pattugliamento. Questo li rese inadatti ad alcuni dei teatri operativi come in particolare il Mar Mediterraneo, dove le grandi dimensioni erano considerate uno svantaggio alla luce della notevole presenza aerea degli Alleati.

## Tipo IX-A
La variante originale del Tipo IX, varata per la prima volta nel 1938.
- Dislocamento: 1 032 t (in emersione), 1 153 t (in immersione)
- Lunghezza: 75,5 m
- Larghezza: 6,5 m
- Pescaggio: 4,7 m
- Velocità massima: 18,2 nodi (in emersione), 7,7 nodi (in immersione)
- Autonomia: 8 100 mn (a 12 nodi in emersione), 65 mn (a 4 nodi in immersione)
- Profondità: 150 m (operativa), 225 m (massima)
- Tempo di immersione: 35 s
- Tubi lanciasiluri: 4 a prua, 2 a poppa
- Ricariche: 8 interne, 7 esterne
- Cannoni: 1 cannone navale 10,5 cm SK C/32 da 105 mm, 3 antiaeree 2 cm FlaK da 20 mm, 1 antiaerea 3,7 cm FlaK M42U da 37 mm.

## Tipo IX-B
Questo primo miglioramento al Tipo IX sintetizza la storia d'evoluzione di questa classe: principalmente la ricerca di un raggio d'azione il più esteso possibile. Questa variante, infatti, include una capacità di serbatoi carburante superiore, sacrificando le prestazioni di velocità. A parte ciò, questo modello, varato per la prima volta nel 1938, è simile nella maggior parte delle caratteristiche al Tipo IX-A.
- Dislocamento: 1 051 t (in emersione), 1 178 t (in immersione)
- Lunghezza: 76,5 m
- Larghezza: 6,8 m
- Pescaggio: 4,7 m
- Velocità massima: 18,2 nodi (in emersione), 7,3 nodi (in immersione)
- Autonomia: 8 700 mn (a 12 nodi in emersione), 64 mn (a 4 nodi in immersione)
- Profondità: 150 m (operativa), 225 m (massima)
- Tempo di immersione: 35 s
- Tubi lanciasiluri: 4 a prua, 2 a poppa
- Ricariche: 8 interne, 7 esterne
- Cannoni: 1 cannone navale da 105 mm, 3 antiaeree da 20 mm, 1 antiaerea da 37 mm

## Tipo IX-C
Questa seconda variante del Tipo IX estese l'autonomia di questa serie fino alle 11 000 miglia nautiche, il che fu un miglioramento significativo rispetto ai suoi predecessori. Miglioramenti anche al sistema propulsivo aiutarono a mantenere le prestazioni alla pari dei precedenti Tipo IX. Varato per la prima volta nel 1939, il progetto rimase relativamente stabile per un totale di 54 unità prodotte.
- Dislocamento: 1 120 t (in emersione), 1 232 t (in immersione)
- Lunghezza: 76,8 m
- Larghezza: 6,8 m
- Pescaggio: 4,7 m
- Velocità massima: 18,3 nodi (in emersione), 7,3 nodi (in immersione), 6 nodi (in modalità Schnorchel)
- Autonomia: 11 000 mn (a 12 nodi in emersione), 63 mn (a 4 nodi in immersione)
- Profondità: 150 m (operativa), 225 m (massima)
- Tempo di immersione: 37 s
- Tubi lanciasiluri: 4 a prua, 2 a poppa
- Ricariche: 8 interne, 8 esterne
- Cannoni: 1 cannone navale da 105 mm, 3 antiaeree da 20 mm, 1 antiaerea da 37 mm

## Tipo IX-C/40
Questa fu la variante più numerosa della serie Tipo IX, con 87 unità completate durante il 1944. Anche se ne erano state ordinate di più, molte furono cancellate per predisporre la produzione del Tipo XXI. Varata per la prima volta nel 1941, questa variante permetteva un raggio d'azione ancora maggiore di quello dei suoi predecessori, anche se era simile a loro per tutte le altre caratteristiche
- Dislocamento: 1 144 t (in emersione), 1 257 t (in immersione)
- Lunghezza: 76,8 m
- Larghezza: 6,9 m
- Pescaggio: 4,7 m
- Velocità massima: 18,0 nodi (in emersione), 7,0 nodi (in immersione)
- Autonomia: 11 400 mn (a 12 nodi in emersione), 63 mn (a 4 nodi in immersione)
- Profondità: 110 m (operativa), 230 m (massima)
- Tempo di immersione: 37 s
- Tubi lanciasiluri: 4 a prua, 2 a poppa
- Ricariche: 8 interne, 8 esterne
- Cannoni: 1 cannone navale da 105 mm, 2 antiaeree da 20 mm, 1 antiaerea da 37 mm

## Tipo IX-D2
Nella ricerca di un raggio di operazione sempre più grande, i tedeschi cercarono di portare la serie Tipo IX al massimo con il Tipo IX-D. Fisicamente più largo dei suoi predecessori, la variante D includeva due gruppi di motori diesel, invece della solita coppia singola. Un gruppo di propulsori era più piccolo e studiato per basse velocità, mentre l'altro era più grande e poteva spingere la nave alla sua massima velocità. Questa disposizione permetteva uno straordinario raddoppio della sua autonomia di viaggio. I motori originali del Tipo IX-D1 ebbero molti problemi e quindi pochi esemplari vennero costruiti; tutti vennero in seguito convertiti in sommergibili da trasporto. Varato per la prima volta nel 1942 con un impianto di propulsione revisionato, il Tipo IX-D2 estese con successo il raggio d'azione dell'arma U-Boot fino a raggiungere e superare l'Oceano Indiano, conferendo ai tedeschi la capacità di assistere gli alleati giapponesi nel lontano Oriente.
Un battello di questa tipologia, l'U-852, nel 1944 fu protagonista dell'affondamento del Peleus e della successiva strage dei naufraghi, unico crimine di guerra compiuto da un sommergibile per cui il comandante, Heinz-Wilhelm Eck, sia stato processato e giustiziato dagli alleati.
- Dislocamento: 1 616 t (in emersione), 1 804 t (in immersione)
- Lunghezza: 87,6 m
- Larghezza: 7,5 m
- Pescaggio: 5,4 m
- Velocità massima: 19,2 nodi (in emersione), 6,9 nodi (in immersione)
- Autonomia: 31 500 mn (a 10 nodi in emersione), 32 000 mn (diesel - elettrici a 10 nodi in emersione), 120 mn (a 2 nodi in immersione)
- Profondità: 150 m (operativa), 225 m (massima)
- Tempo di immersione: 42 s
- Tubi lanciasiluri: 4 a prua, 2 a poppa
- Ricariche: 8 interne, 12 esterne
- Cannoni: 1 cannone navale da 105 mm, 2 antiaeree da 20 mm, 1 antiaerea da 37 mm